# Beauceron
El Beauceron es una raza de perro pastor de origen muy antiguo y aspecto rústico y fuerte. También es conocido por nombres como Pastor de Beauce o Bas rouge debido a las manchas de color fuego que posee en las patas.

## Características
Raza adaptada por los pastores franceses para proteger y guiar el ganado, se trata de un perro muy rústico. No es una raza para cualquier persona ya que necesita liberar su energía tanto física como psicológicamente, así como espacio y mucho ejercicio. Excelente perro de guardia, muy inteligente, amable y paciente con los niños, es, al principio, algo testarudo. Necesita un dueño activo, coherente, serio pero paciente y afectuoso en el que pueda confiar, y que le sepa imponer los límites. La educación puede convertirle en un maravilloso perro protector que puede desempeñar cualquier tarea, tanto de perro pastor, como de guardia, guía o  compañía.

## Rasgos Generales
- Utilidad: Perro de pastor y de guardia.
- Talla: 65 a 70 en los machos y 61 a 68 cm en las hembras.
- Clasificación: Grupo I: Perros de pastor y perros boyeros (excepto perros boyeros suizos). Perros de pastor.

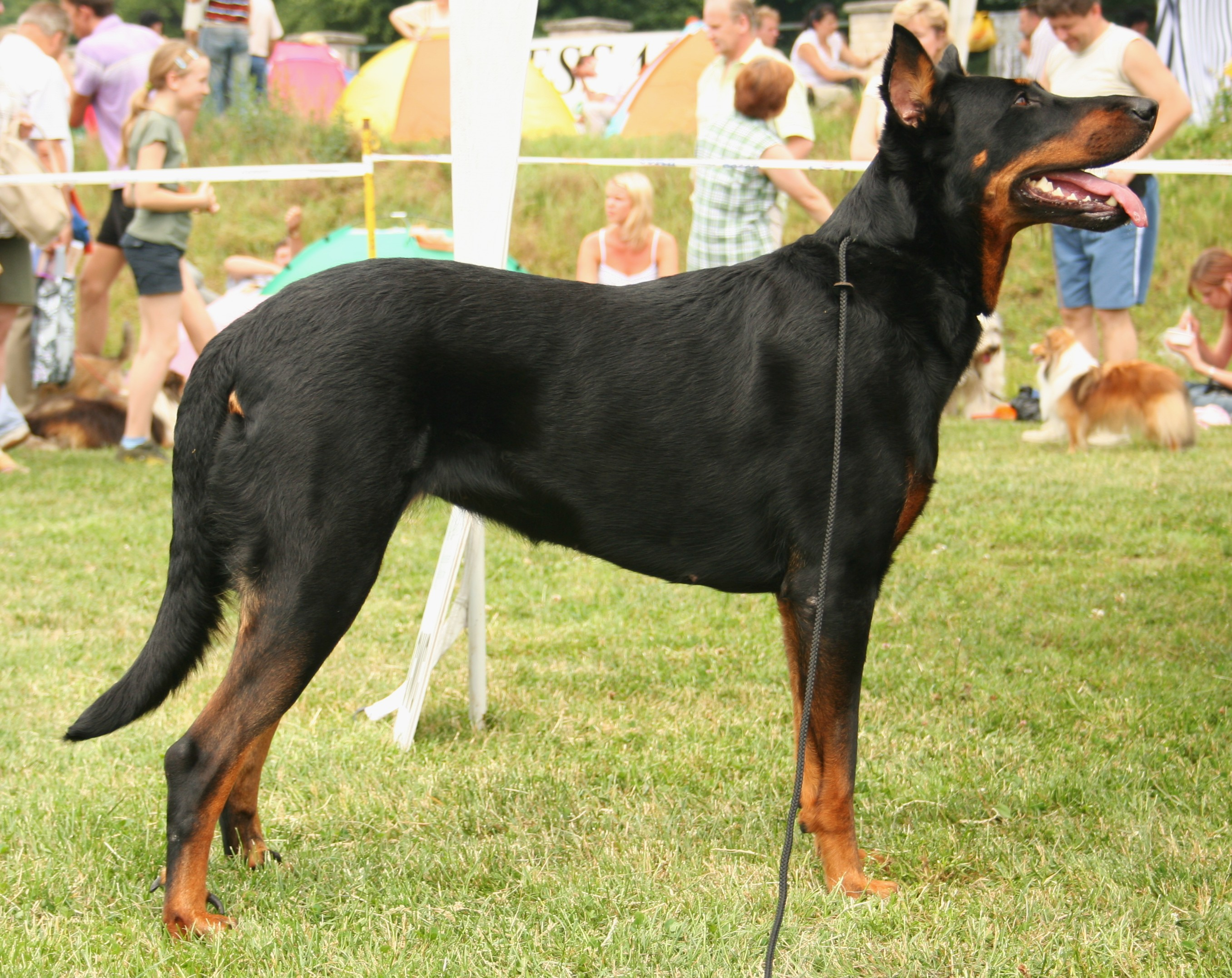
Beauceron

## Descripción General

### Cabeza
Debe tener el cráneo plano, o muy ligeramente redondeado, con un stop muy poco marcado.
La nariz siempre ha de ser negra y los labios firmes y muy bien pigmentados. La dentadura es fuerte, con cierre en tijera. Los ojos almendrados y de color marrón oscuro, el color más claro admitido es el color avellana. En este último caso, su longitud no será mayor que la mitad de la longitud de la cabeza. Las orejas se presentan altas. Si han sido cortadas, deberán estar erguidas, ni divergentes ni convergentes, y con las puntas inclinadas ligeramente hacia el frente. La oreja con porte correcto es aquella cuyo punto medio pasa por una línea imaginaria que prolonga los lados del cuello. Las orejas que no han sido cortadas son semierguidas o colgantes. No deben ser aplastadas, sino planas y más bien cortas. Su longitud debe ser igual a la mitad de la longitud de la cabeza.

### Cuello
Musculoso, de buena longitud.

### Cuerpo
Espalda recta. Lomo corto y con buen músculo. La cruz bien marcada. El pecho desciende hasta la mitad del codo, ancho, largo y alto.

### Cola
De porte bajo, larga, en forma de "j".

### Extremidades anteriores
Bien aplomadas, hombros medianamente largos, antebrazos musculados, uñas negras, pies fuertes, redondos.

### Extremidades Posteriores
Bien aplomadas, muslos anchos y musculosos, corvejones fuertes, descendidos, pies fuertes y redondos. Estos perros tienden a conservar el doble espolón. Esta raza tiene tendencia al panardismo.